# Maserada sul Piave
Maserada sul Piave est une commune italienne de la province de Trévise dans la région Vénétie en Italie.

## Administration
| Période                                  | Période | Identité | Étiquette | Qualité |
| ---------------------------------------- | ------- | -------- | --------- | ------- |
|                                          |         |          |           |         |
| Les données manquantes sont à compléter. |         |          |           |         |

### Hameaux
Candelù, Maserada, Varago

### Communes limitrophes
Breda di Piave, Carbonera, Cimadolmo, Ormelle, Ponte di Piave, Spresiano

### Personnalités nées à Maserada sul Piave
- Lino Cason
- Gaetano Nave
- Barbara Pozzobon
- Roberto Scandiuzzi
- Veronica Schiavon
- Renato Villalta